# موزه ملی توکیو

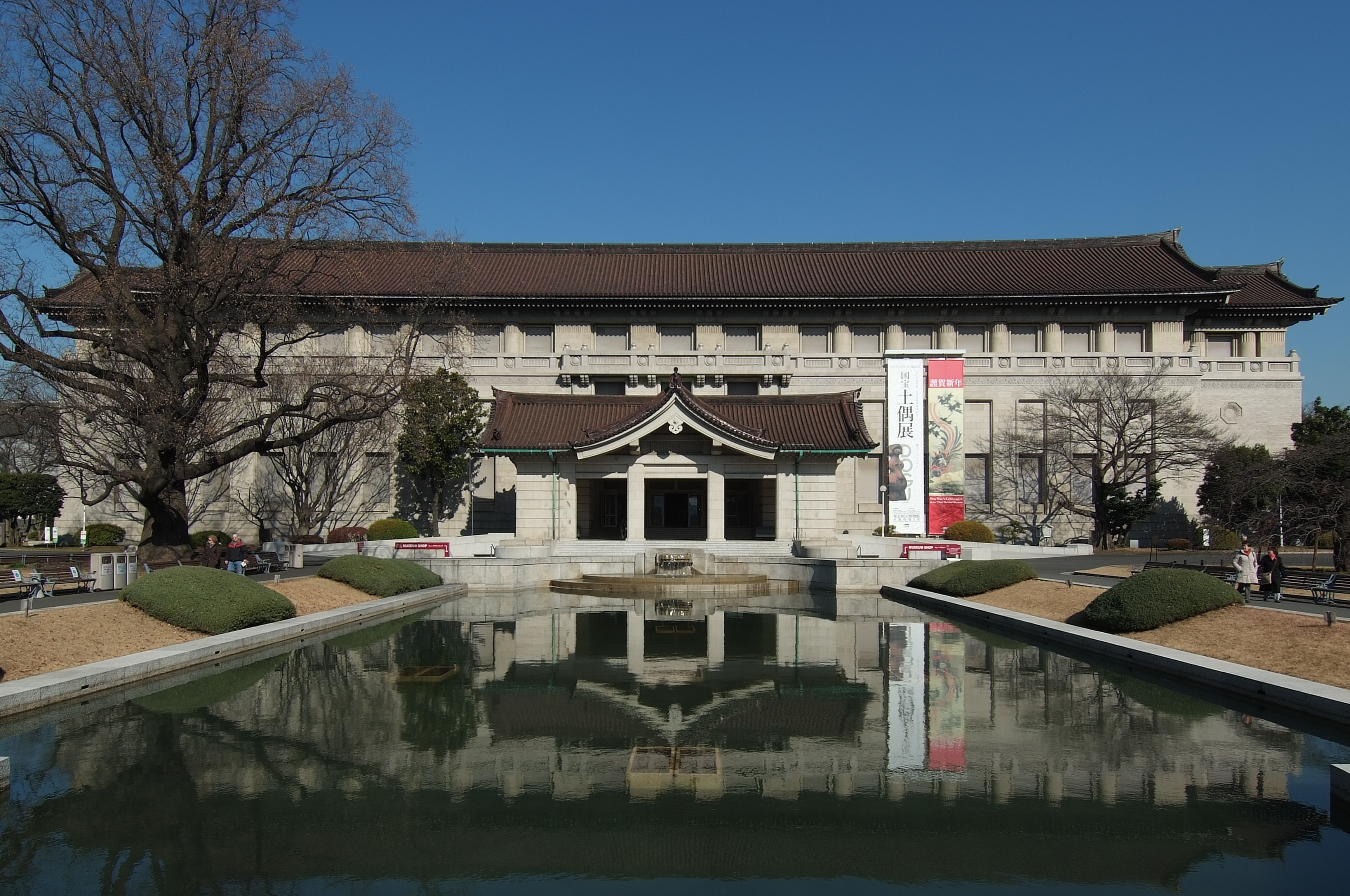
ساختمان اصلی موزه ملی توکیو.

موزه ملی توکیو (به ژاپنی: 東京国立博物館 Tōkyō Kokuritsu Hakubutsukan) در منطقهٔ تایتو و در داخل پارک اوئنو در توکیو، پایتخت ژاپن واقع شده‌است. این موزه در سال ۱۸۷۲ تأسیس شده و قدیمی‌ترین موزهٔ ژاپن می‌باشد. این موزه دارای پنج ساختمان مجزا می‌باشد و تعداد اشیا باارزش جمع‌آوری شده، از ۱۱۰ هزار فراتر رفته‌است. برخی از آثار نگهداری‌شده در موزه ملی توکیو، از جمله آثاری است که در ژاپن با عنوان «گنجینه ملی» رده‌بندی شده‌اند.

## تاریخچه
موزهٔ ملی توکیو (TNM: Tokyo National Museum) که در سال ۱۸۷۲ میلادی پایه‌گذاری شده‌است، قدیمی‌ترین و بزرگ‌ترین موزه در سطح ژاپن است. این موزه از زمان تأسیس تا امروز به جمع‌آوری، نگهداری و در به نمایش گذاشتن آثار هنری در زمینه‌های گوناگون و آثار باستانی آسیا با مرکزیت ژاپن مشغول است. موزهٔ ملی ژاپن بیش از ۱۱۰٬۰۰۰ قطعهٔ ارزشمند را در خود گنجانده که ۸۷ عدد از گنج‌های ملی ژاپن، ۶۱۰ عدد از دارایی‌های ملی مهم ژاپن را هم شامل می‌شود. همچنین، این موزه پژوهش‌ها و سمینارهای آموزشی را هم در رابطه با این گنجینه‌های ملی برگزار می‌کند.
این موزه از چندین بخش تشکیل شده که شامل گالری ژاپنی(Honkan)، گالری آسیایی (Tōyōkan)، مرکز تحقیقات و اطلاع‌رسانی (Shiryōkan) و غیره می‌شود. داخل محوطهٔ موزه نمایشگاه، فضای باز، باغی با منظره‌های زیبا و غذاخوری و فروشگاه‌هایی هم وجود دارد. محل موزه نیز در پارک اوئنو توکیو (Ueno Park in Taito, Tokyo)قرار گرفته‌است. تمرکز مجموعه‌های موجود در موزه؛ بر هنر ژاپن کهن، هنر آسیایی و جادهٔ ابریشم تعریف شده‌است. مجموعهٔ بزرگی از مجسمه‌های بودایی نیز در این موزه یافت می‌شود.
اولین نمایشگاه موزه ملی، در دپارتمان وزارت آموزش و پرورش برگزار شد که به عنوان نخستین افتتاحیهٔ موزه در ژاپن به تاریخ ثبت شد.
از زمان گشایش، موزه با مخاطرات بسیاری دست‌وپنجه نرم کرده که از آن جمله می‌توان به زلزلهٔ بزرگ سال ۱۹۲۳ کانتو (the Great Kanto Earthquake) و بسته شدن موقت موزه در سال ۱۹۴۵ به دلیل هم‌زمانی با جنگ جهانی دوم اشاره کرد. موزهٔ ملی توکیو در بیش از ۱۲۰ سالی که از تأسیس آن می‌گذرد دست‌خوش تغییرات بسیاری در زمینهٔ اصلاحات سازمانی و تغییرات اداری شده و در این مدت تکامل بسیاری یافته‌است. نام این موزه هم چند بار تغییر کرد. نام اولیهٔ در سال ۱۸۸۶ موزهٔ امپراتوری (the Imperial Museum) بوده و در سال ۱۸۹۰ به موزهٔ میراث امپراتوری توکیو (the Tokyo Imperial Household Museum)تغییر کرد و بالاخره در سال ۱۹۴۷ بنام فعلی خودش، یعنی موزهٔ ملی توکیو (the Tokyo National Museum) را گرفت.

## ساختمان موزه
هونکان (Honkan) یا گالری ژاپنی، گالری اصلی این موزه به‌شمار می‌رود که توسط جوسیا کاندر (Josiah Conder)، معمار مشهور انگلیسی، طراحی شد اما در زلزلهٔ بزرگ کانتو در سال ۱۹۲۳ میلادی به شدت آسیب دید. طراحی دوباره‌ای که جین واتانیب (Jin Watanabe) برای بازسازی این بخش انجام داد در مقایسه با ساختار اولیهٔ آن که خیلی غربی بود، رنگ و بوی شرقی‌تری به خودش گرفت و حس و حال امپراتوری ژاپن را به خوبی منتقل می‌کرد. بازسازی این گالری که در سال ۱۹۲۳ میلادی آغاز شد، به ۱۹۳۸ میلادی به پایان رسید. این گالری در سال ۲۰۰۱ به عنوان دارایی ارزشمند ژاپن برگزیده شد. گالری هونکان که از ۲۴ اتاق در دو طبقه تشکیل شده، نگاهی اجمالی از هنر ژاپن در شاخه‌های گوناگون شامل سرامیک‌ها، مجسمه‌ها، شمشیرها و سایر مفاهیم پررنگ فرهنگ ژاپن از ۱۰٬۰۰۰ سال پیش از میلاد مسیح تا اواخر قرن نوزدهم را در برابر دیدگان مراجعین قرار می‌دهد و بخاطر ساختار موزه و همین‌طور اشیایی که در خودش جای داده، باعث شده تا موزه ملی توکیو، علاوه بر نمایشی از آثار دیگر کشورها، بیشتر به صادر کردن فرهنگ ژاپن به توریست‌ها منجر شود. هدفی که این موزه به خوبی از عهده آن برآمده و فرهنگی سازی ملی کشوری را برای مخاطبین انجام می‌دهد.
اتاق اول تا دهم واقع در طبقه دوم با نام "جریان هنر ژاپن (The flow of Japanese art)" نمایشگاه‌های موضوعی شامل هنر بودایی، هنر مراسم چای‌خوران، پوشش سامورایی‌ها، تئاتر ژاپنی (Noh and Kabuki) و غیره را دربردارد. دومین اتاق این بخش که اتاق گنجینهٔ ملی نام‌گذاری شده، به صورت دوره‌ای میزبان یکی از گنجینه‌های ملی ژاپن است.
اتاق یازدهم تا بیستم واقع در طبقهٔ اول به صورت موضوعی طبقه‌بندی شده و آثار هنری از قبیل مجسمه‌سازی، هنر روی فلز، سفال‌گری، نگارگری ژاپنی، هنر ساخت شمشیر سامورایی (Katana)، تولیدات قومی، اشیاء تاریخی و هنر مدرن به صورت مجزا در هر یک از اتاق‌ها به نمایش گذاشته شدند.
اتاق نمایشگاه ویژه واقع در هر دو طبقه که شامل اتاق‌های کوچکی است که به برگزاری نمایشگاه‌هایی از آثار جدید اختصاص داده می‌شود. اتاق کنفرانس در طبقهٔ اول که برای برگزاری جلسات و آموزش کودکانی که به بازدید این موزه می‌آیند در نظر گرفته شده‌است.

## نگارخانه

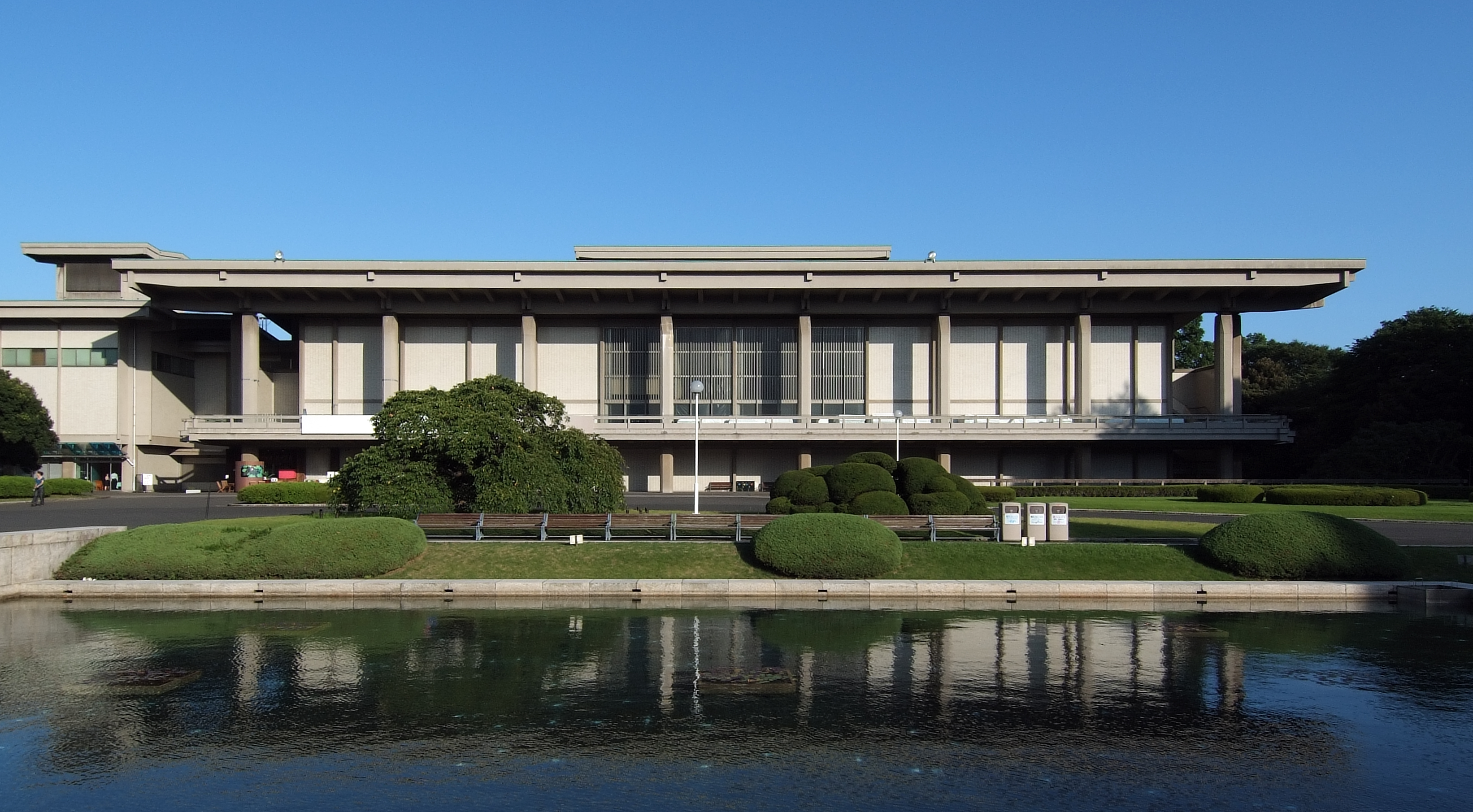
ساختمان شرقی موزه
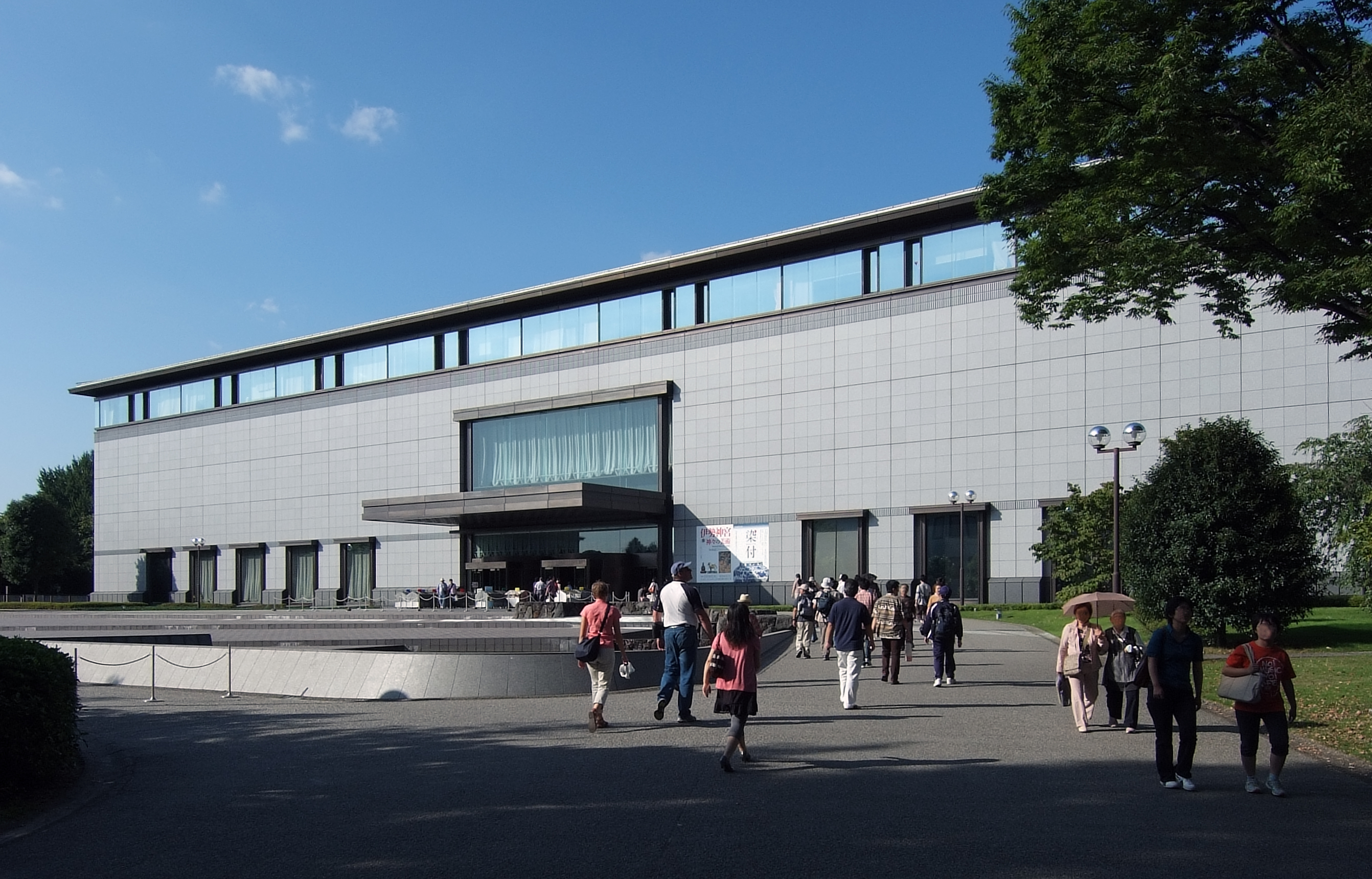
ساختمان هیسی

## آثار برجسته

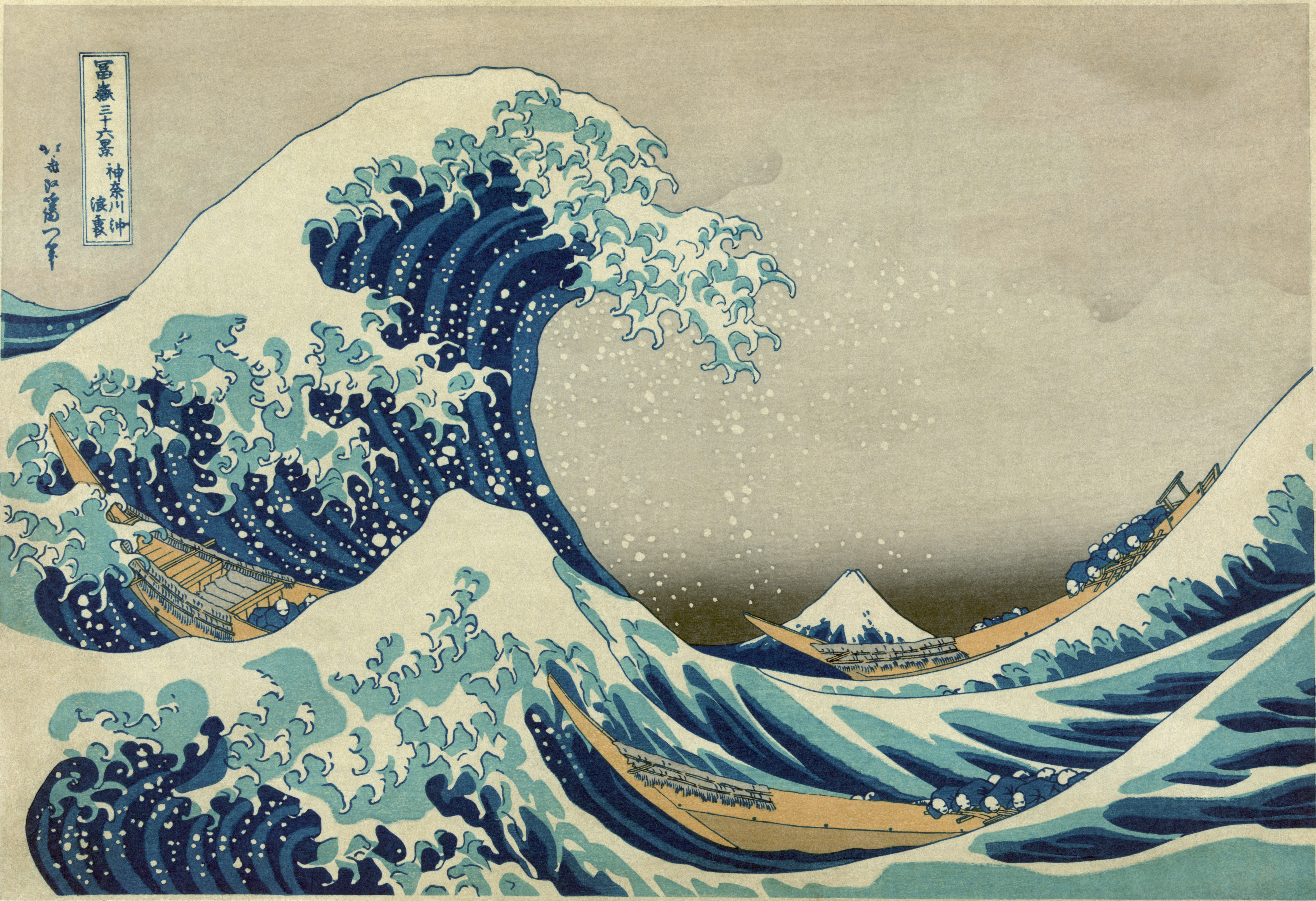
موج عظیم در ساحل کاناگاوا اثر کاتسوشیکا هوکوسای
درختان کاج اثر هاسه‌گاوا توهاکُو
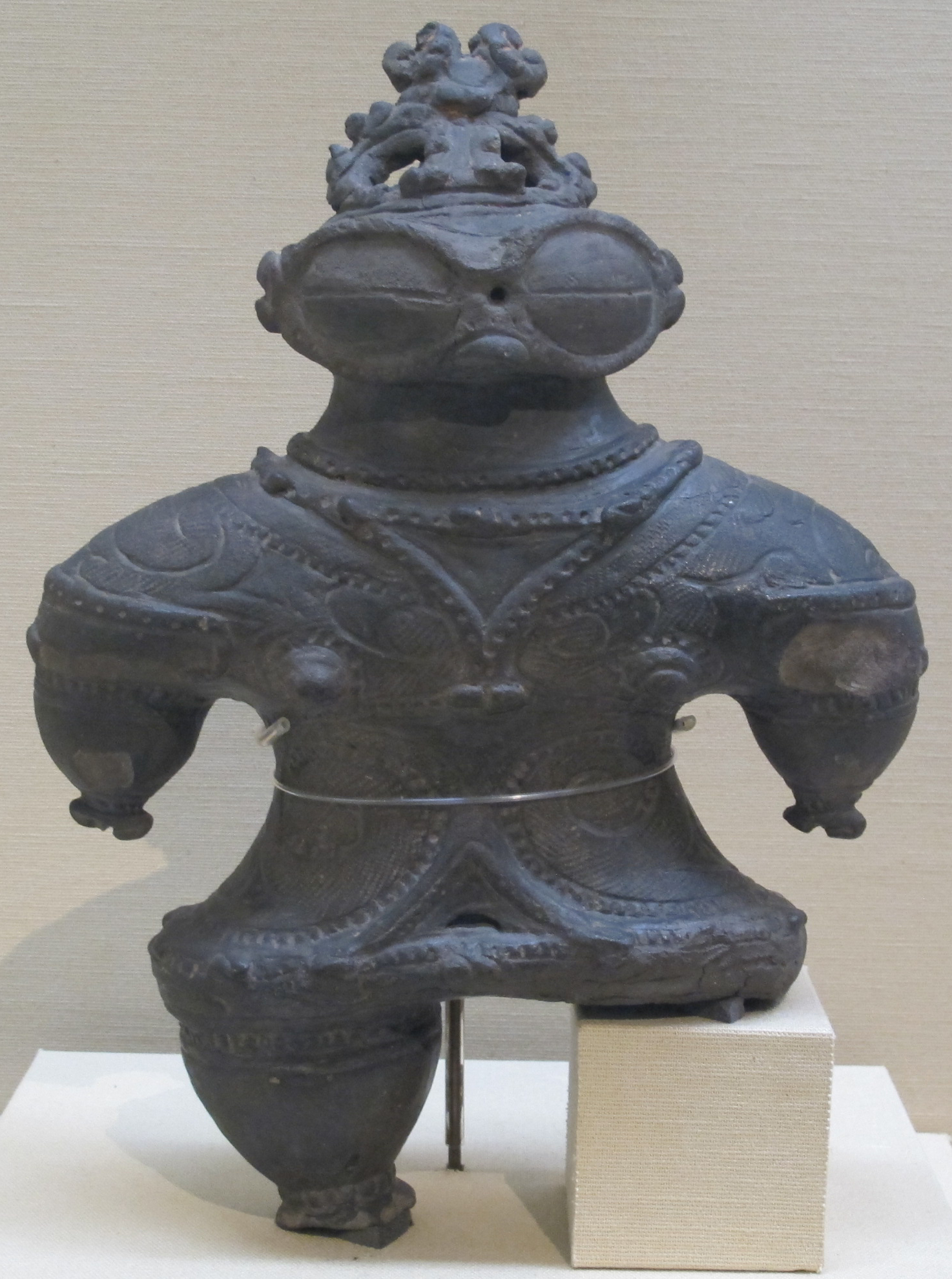
مجسمه سفالی دوگوو با عینک(متعلق به ۲۵۰۰ تا ۳ هزار سال، پیش از میلاد)
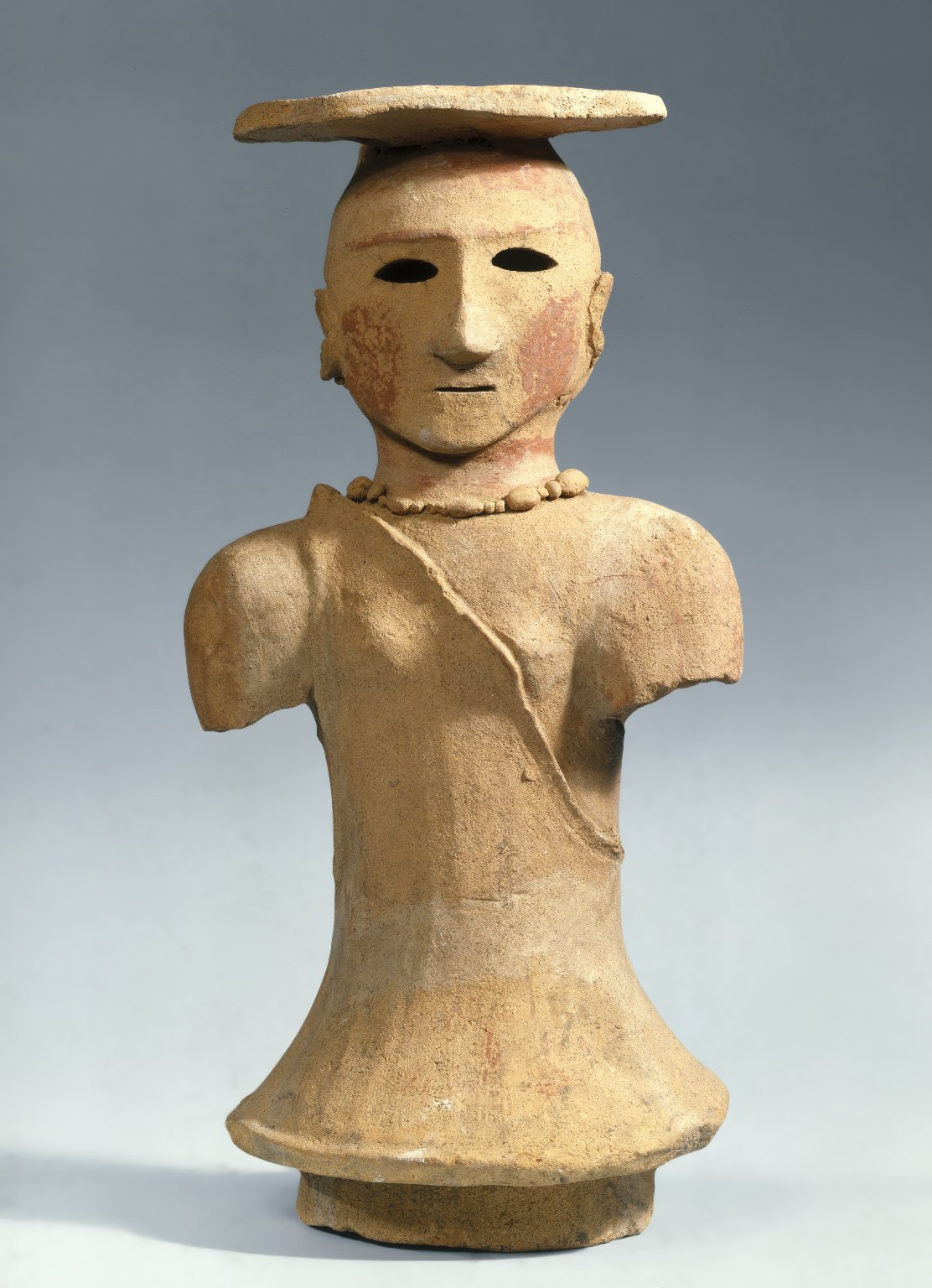
هانیوا
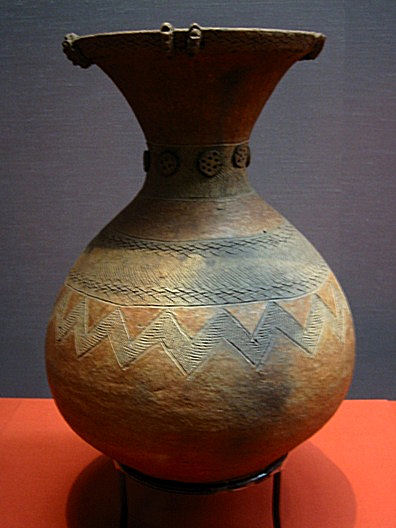
کوزه‌ای از دوره یایویی
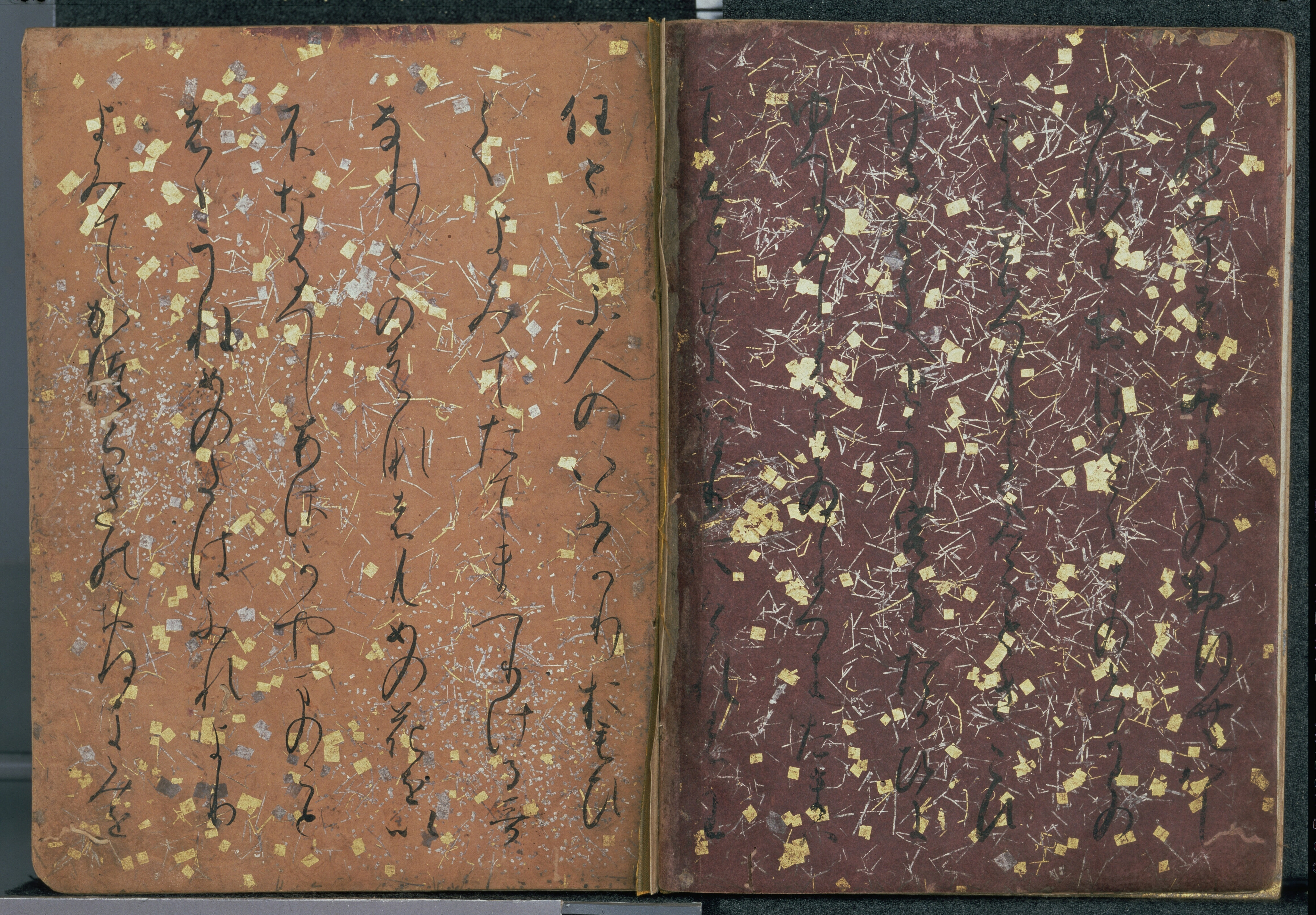
خوشنویسی هیراگانا، از مجموعه اشعار کوکین واکاشو
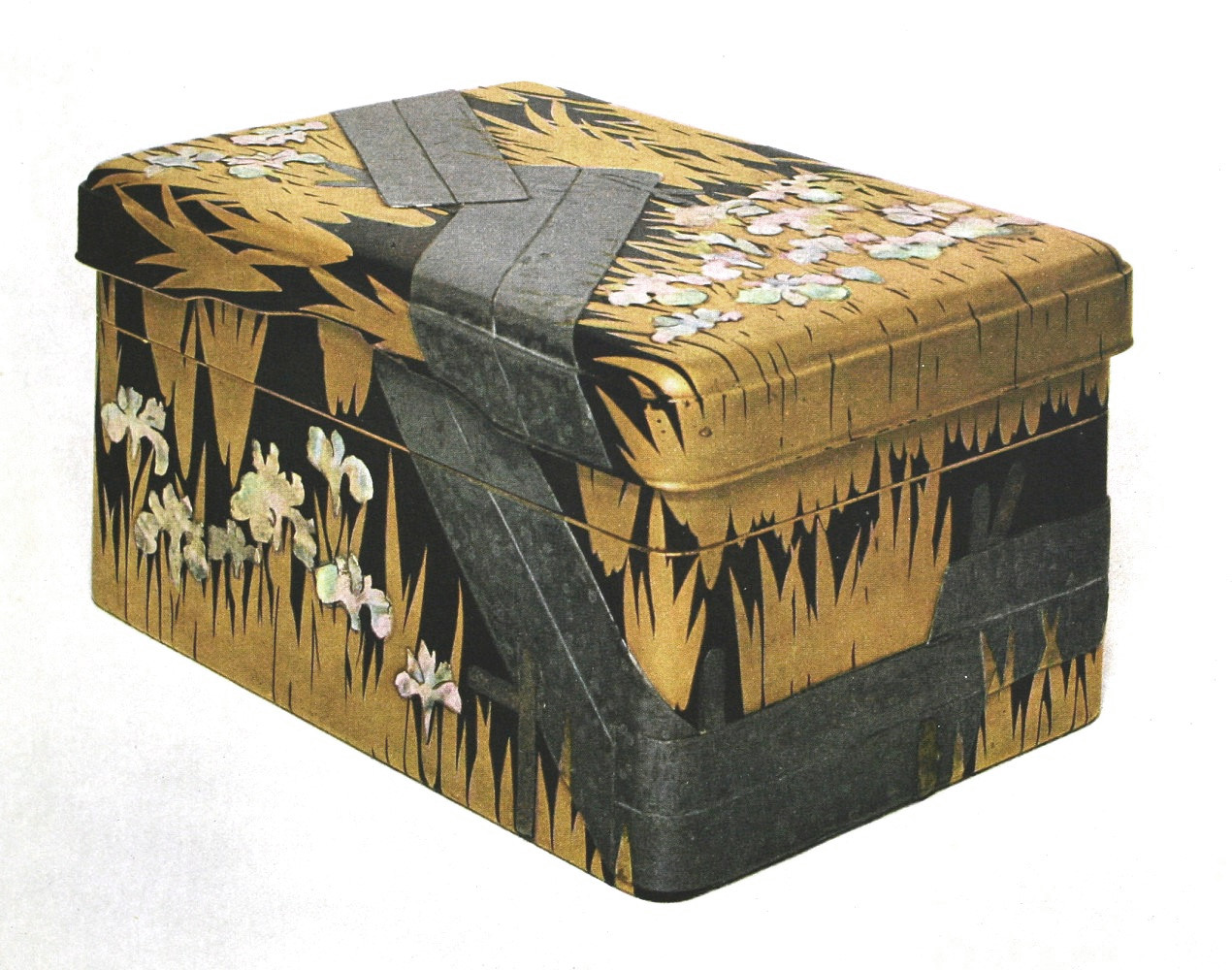
جعبه نوشت‌افزار با طرح ۸ پل اثر مشهور اوگاتا کورین، که به عنوان گنجینه ملی رده‌بندی شده‌است.
پاراوان تاشوی درختان سرو، که به عنوان گنجینه ملی رده‌بندی شده‌است. سدهٔ ۱۶ م. اثر کانو اِی‌توکو
بازدیدکنندگان افرا
متعلق به سدهٔ ۱۶ م.
اثر  کانو هیدِیوری